# Slavar (film)
Slavar är en svensk animerad dokumentärfilm av David Aronowitsch och Hanna Heilborn från 2008.
I filmen får vi höra dokumentära intervjuer med barn som farit illa under inbördeskriget i Sudan. Till dessa röster visas animerade sekvenser av barnen och det de berättar. Filmen är andra delen i en tänkt trilogi av animerade dokumentärer med och om barn som lever under svåra förhållanden.
Slavar är en mycket stark film som uppmärksammades både i Sverige och utomlands. Den fick pris som bästa korta dokumentär vid Internationella dokumentärfilmsfestivalen i Amsterdam 2008 och vid Tempo dokumentärfestival i Stockholm. Förutom dessa har den blivit prisbelönt vid omkring tjugo filmfestivaler.